# Glyptatelus
Il gliptatelo (gen. Glyptatelus) è un mammifero xenartro estinto, appartenente ai glittodonti. Visse tra l'Eocene superiore e l'Oligocene medio (circa 34 - 28 milioni di anni fa) e i suoi resti fossili sono stati ritrovati in Sudamerica.

## Descrizione
Questo animale è noto solo per resti molto frammentari, appartenenti per la maggior parte al carapace. Dal confronto di questi fossili con quelli di animali successivi e potenzialmente simili, si suppone che Glyptatelus fosse un glittodonte di piccole dimensioni, con un carapace costituito da elementi poligonali saldati fra loro a costituire una struttura rigida. La forma degli osteodermi poligonali era esagonale; possedevano una grande figura centrale dislocata all'indietro, dalla quale si dipartivano solchi radiali che separavano alcune figure periferiche poligonali. Nelle forme più antiche attribuite a Glyptatelus, i singoli osteodermi avevano solitamente un diametro di 1,3 millimetri e un'altezza di circa 9 millimetri, mentre le forme più recenti possedevano osteodermi con un diametro di 25-30 millimetri e un'altezza di 20 millimetri.
Un frammento di mandibola attribuito a Glyptatelus mostra un dente suddiviso in tre lobi, come quelli dei successivi glittodonti; il lobo centrale, tuttavia, è molto piccolo. La dentina vascolare, inoltre, anziché formare un rilievo come nelle forme successive, corrisponde a una depressione centrale.

## Classificazione
Il genere Glyptatelus venne descritto per la prima volta nel 1897 da Florentino Ameghino, sulla base di fossili ritrovati in Patagonia (Argentina) in terreni dell'Oligocene; la specie tipo è Glyptatelus tatusinus, ma a questo genere sono state ascritte altre specie, G. fractus (la più antica) e G. malaspinensis, descritte dallo stesso Ameghino nel 1902. 
Glyptatelus è considerato uno dei più antichi fra i glittodonti, e la struttura arcaica dei suoi osteodermi sembra indicare una posizione basale all'interno del gruppo. Affine a questo animale doveva essere Clypeotherium, di poco più recente. A Glyptatelus sono stati avvicinati anche due generi molto più recenti, Neoglyptatelus e Pachyarmatherium; tuttavia, successive analisi hanno indicato che questi ultimi due generi farebbero parte di un clade di cingolati differenti sia dai glittodonti che dagli attuali armadilli (Pachyarmatheriidae).